# Radio Ostrowiec
Radio Ostrowiec – należąca do Dlf Invest regionalna stacja radiowa z siedzibą w Ostrowcu Świętokrzyskim, nadająca od 5 czerwca 2017 r. na częstotliwości 95,2 MHz.